# 卡尔卡拉利国家公园
49°25′0″N 75°25′0″E / 49.41667°N 75.41667°E

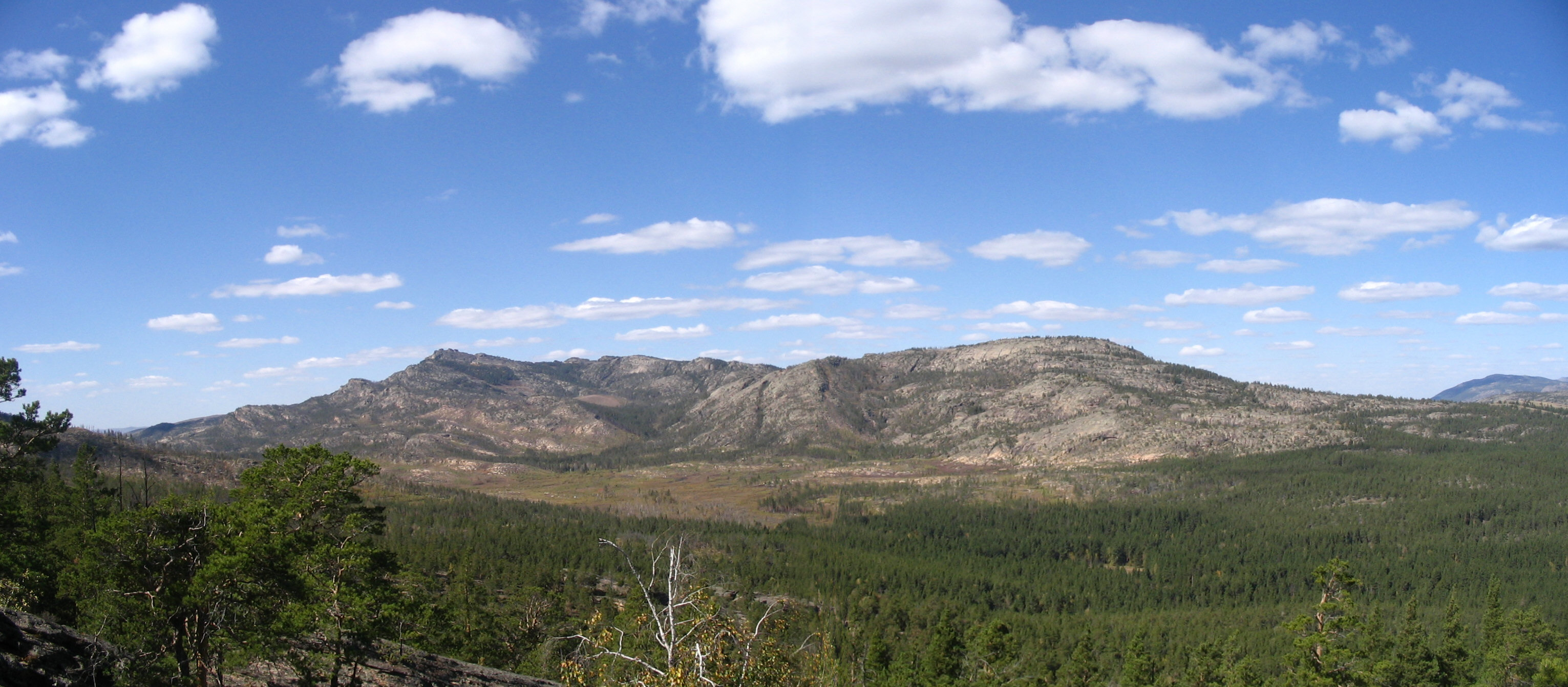

卡尔卡拉利国家公园是哈薩克的國家公園，位於該國中部卡拉干達州，成立於1998年12月1日，面積1,121平方公里，有122種兩棲類和45種哺乳類動物棲息。